# قائمة حوادث نظام القيادة الذاتية من تسلا

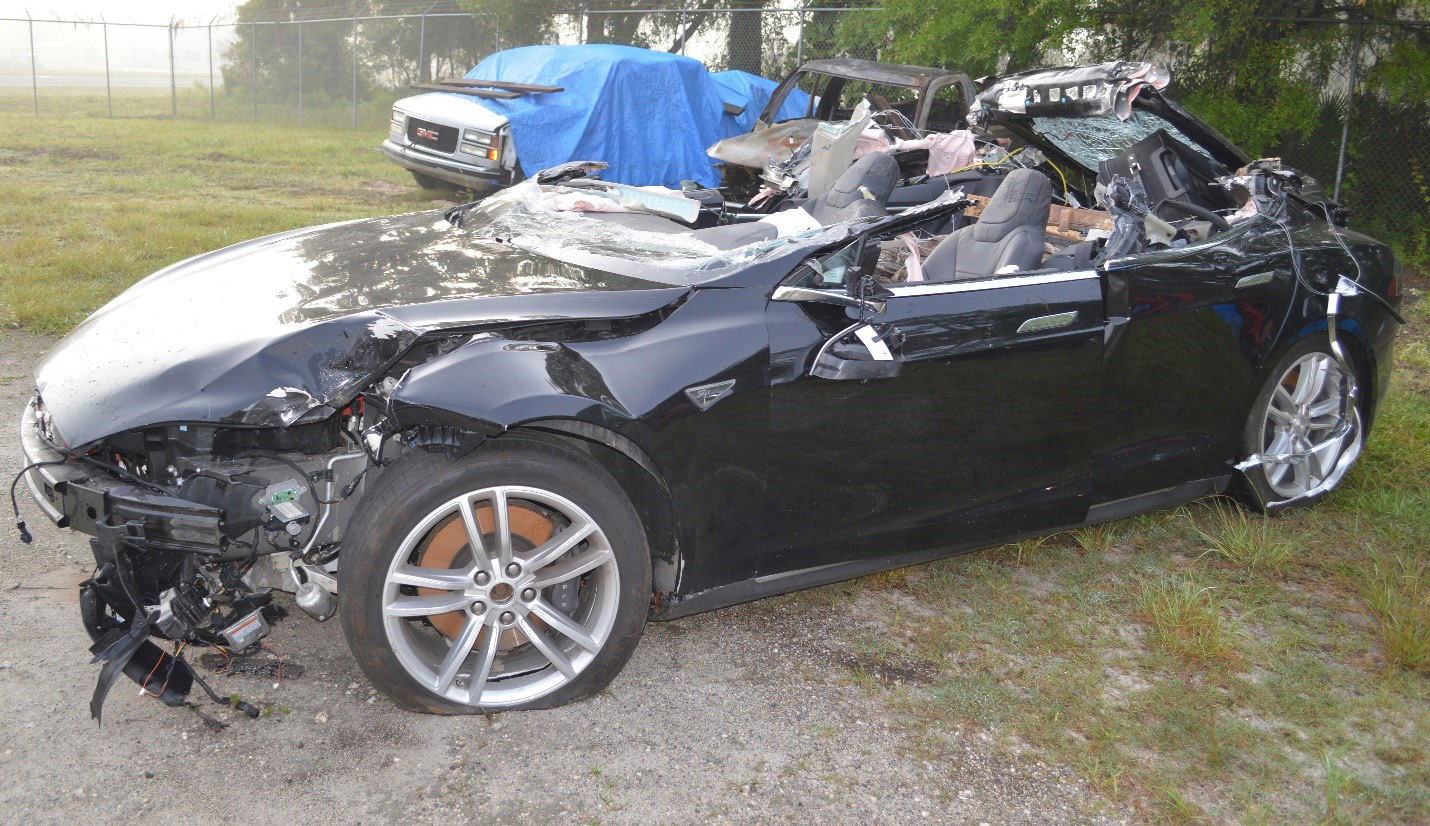
موديل إس بعد انتشاله من موقع الحادث في ويليستون، فلوريدا

تم إطلاق نظام تسلا أوتوبايلوت، وهو نظام مساعدة السائق المتقدم من المستوى 2 (ADAS)، في أكتوبر 2015، ووقعت أولى الحوادث المميتة التي تضمنت النظام بعد أقل من عام واحد. وقد جذبت الحوادث المميتة انتباه المنشورات الإخبارية والوكالات الحكومية الأمريكية، بما في ذلك مجلس سلامة النقل الوطني (NTSB) والإدارة الوطنية لسلامة المرور على الطرق السريعة (NHTSA)، والتي زعمت أن معدل وفيات نظام القيادة الذاتية من تسلا أعلى من التقديرات المبلغ عنها. بالإضافة إلى الحوادث المميتة، كانت هناك العديد من الحوادث غير المميتة. وتشمل الأسباب وراء هذه الحوادث فشل أنظمة مساعدة السائق المتقدمة في التعرف على المركبات الأخرى، وعدم كفاية مشاركة السائق في نظام القيادة الآلية، وانتهاك مجال التصميم التشغيلي [الإنجليزية].
اعتبارًا من أكتوبر 2024، كانت هناك مئات الحوادث غير المميتة التي تنطوي على نظام القيادة الذاتية وواحد وخمسون حالة وفاة تم الإبلاغ عنها، أربعة وأربعون منها تم التحقق منها لاحقًا من خلال تحقيقات إدارة السلامة الوطنية على الطرق العامة أو شهادات الخبراء واثنتان تم التحقق من حدوثهما من قبل مكتب تحقيقات العيوب التابع لإدارة السلامة الوطنية على الطرق العامة أثناء تشغيل نظام القيادة الذاتية الكاملة (FSD). وبشكل جماعي، بلغت هذه الحالات ذروتها في استدعاء عام في ديسمبر 2023 لجميع المركبات المجهزة بنظام القيادة الذاتية، والتي تدعي شركة تسلا أنها حلتها من خلال تحديث للبرنامج عبر الهواء. مباشرة بعد إغلاق تحقيقها في أبريل 2024، فتحت إدارة السلامة الوطنية على الطرق العامة استعلام استدعاء لتحديد فعالية الاستدعاء.

## الحوادث المميتة

### هاندان، خبي، الصين (20 يناير 2016)
في 20 يناير 2016، قُتل جاو يانينج، سائق سيارة تسلا موديل إس في هاندان، خبي، الصين، عندما اصطدمت سيارته بشاحنة متوقفة. كانت سيارة تسلا تتبع سيارة في أقصى المسار الأيسر من طريق سريع متعدد المسارات؛ تحركت السيارة التي أمامها إلى المسار الأيمن لتجنب شاحنة متوقفة على الكتف الأيسر، ولم تتباطأ سيارة تسلا، التي يعتقد والد السائق أنها كانت في وضع القيادة الآلية، قبل الاصطدام بالشاحنة المتوقفة. وفقًا للقطات التي تم التقاطها بواسطة كاميرا لوحة القيادة، فإن كاسحة الشوارع الثابتة على الجانب الأيسر من الطريق السريع امتدت جزئيًا إلى المسار الأيسر الأقصى، ولم يبدو أن السائق يستجيب للعائق غير المتوقع.

حادث سيارة تسلا في هاندان، خبي، الصين

في البداية، تم تحميل يانينج مسؤولية الاصطدام من قبل شرطة المرور المحلية، وفي سبتمبر 2016، رفعت عائلته دعوى قضائية في يوليو ضد تاجر تسلا الذي باع السيارة. صرح محامي العائلة بأن الدعوى تهدف إلى "توعية الجمهور بوجود بعض العيوب في تقنية القيادة الذاتية. نأمل أن تتوخى تسلا الحذر عند تسويق منتجاتها. لا تستخدموا القيادة الذاتية كأداة تسويقية للشباب فقط." أصدرت تسلا بيانًا قالت فيه إنها "لا تملك وسيلة لمعرفة ما إذا كان نظام القيادة الذاتية مُفعّلًا وقت وقوع الحادث أم لا"، نظرًا لتعذر استعادة بيانات القياس عن بُعد للسيارة بسبب الأضرار التي لحقت بها. في عام 2018، توقفت الدعوى القضائية لأن بيانات القياس عن بعد تم تسجيلها محليًا على بطاقة SD ولم يكن من الممكن تسليمها إلى شركة تسلا، التي قدمت مفتاح فك التشفير إلى جهة خارجية للمراجعة المستقلة. صرحت شركة تسلا بأنه "على الرغم من أن تقييم الطرف الثالث لم يكتمل بعد، فليس لدينا ما يدعونا للاعتقاد بأن نظام القيادة الآلية في هذه السيارة قد عمل بخلاف ما هو مصمم له." وذكرت وسائل الإعلام الصينية لاحقًا أن العائلة أرسلت المعلومات من تلك البطاقة إلى تسلا، التي أقرت بأن نظام القيادة الآلية كان يعمل قبل دقيقتين من وقوع الحادث. منذ ذلك الحين، قامت شركة تسلا بإزالة مصطلح "الطيار الآلي" من موقعها الإلكتروني الصيني.

### ويليستون، فلوريدا، الولايات المتحدة (7 مايو 2016)
في 7 مايو 2016، قُتل سائق تسلا جوشوا براون في حادث تصادم مع مقطورة جرار ذات 18 عجلة في ويليستون بولاية فلوريدا. بحلول أواخر يونيو 2016، فتحت الإدارة الوطنية للسلامة المرورية على الطرق السريعة تحقيقًا رسميًا في الحادث المميت الذي وقع بالسيارة ذاتية القيادة، بالتعاون مع دورية الطرق السريعة في فلوريدا [الإنجليزية]. وبحسب الإدارة الوطنية للسلامة المرورية على الطرق السريعة، تشير التقارير الأولية إلى أن الحادث وقع عندما انعطفت مقطورة الجرار يسارًا أمام سيارة تسلا موديل إس موديل 2015 عند تقاطع على طريق سريع غير خاضع للسيطرة، وفشلت السيارة في تطبيق الفرامل. استمرت السيارة في السير بعد مرورها أسفل مقطورة الشاحنة. كانت سيارة تسلا متجهة شرقًا في المسار الأيمن من الطريق السريع الأمريكي 27 ‏، وكانت مقطورة الجرار المتجهة غربًا تنعطف يسارًا عند التقاطع مع المحكمة رقم 140 الشمالية الشرقية، على بعد حوالي 1 ميل (1.6 كـم) غرب ويليستون؛ الحد الأقصى للسرعة المسموح به هو 65 ميل/س (105 كم/س).

حادث تسلا في ويليستون، فلوريدا

أشار سجل التشخيص الخاص بسيارة تسلا إلى أنها كانت تسير بسرعة 74 ميل/سا (119 كـم/سا) عندما اصطدمت بالمقطورة وسافرت تحتها، والتي لم تكن مجهزة بنظام حماية جانبي من الانزلاق.:12 وقد قدرت عملية إعادة بناء الحادث أن السائق كان سيصاب بنحو 10.4 ثوانٍ لاكتشاف الشاحنة واتخاذ الإجراءات التهربيّة. أدى الاصطدام السفلي إلى فصل الدفيئة الخاصة بسيارة تسلا، مما أدى إلى تدمير كل شيء فوق خط الحزام [الإنجليزية]، وتسبب في إصابات قاتلة للسائق:6–7; 13 يف حوالي تسع ثوانٍ بعد الاصطدام بالمقطورة، قطعت سيارة تسلا 886.5 قدم (270.2 م) أخرى. واستقرت بعد اصطدامها بسياجين من الأسلاك الشبكية وعمود كهرباء.:7; 12

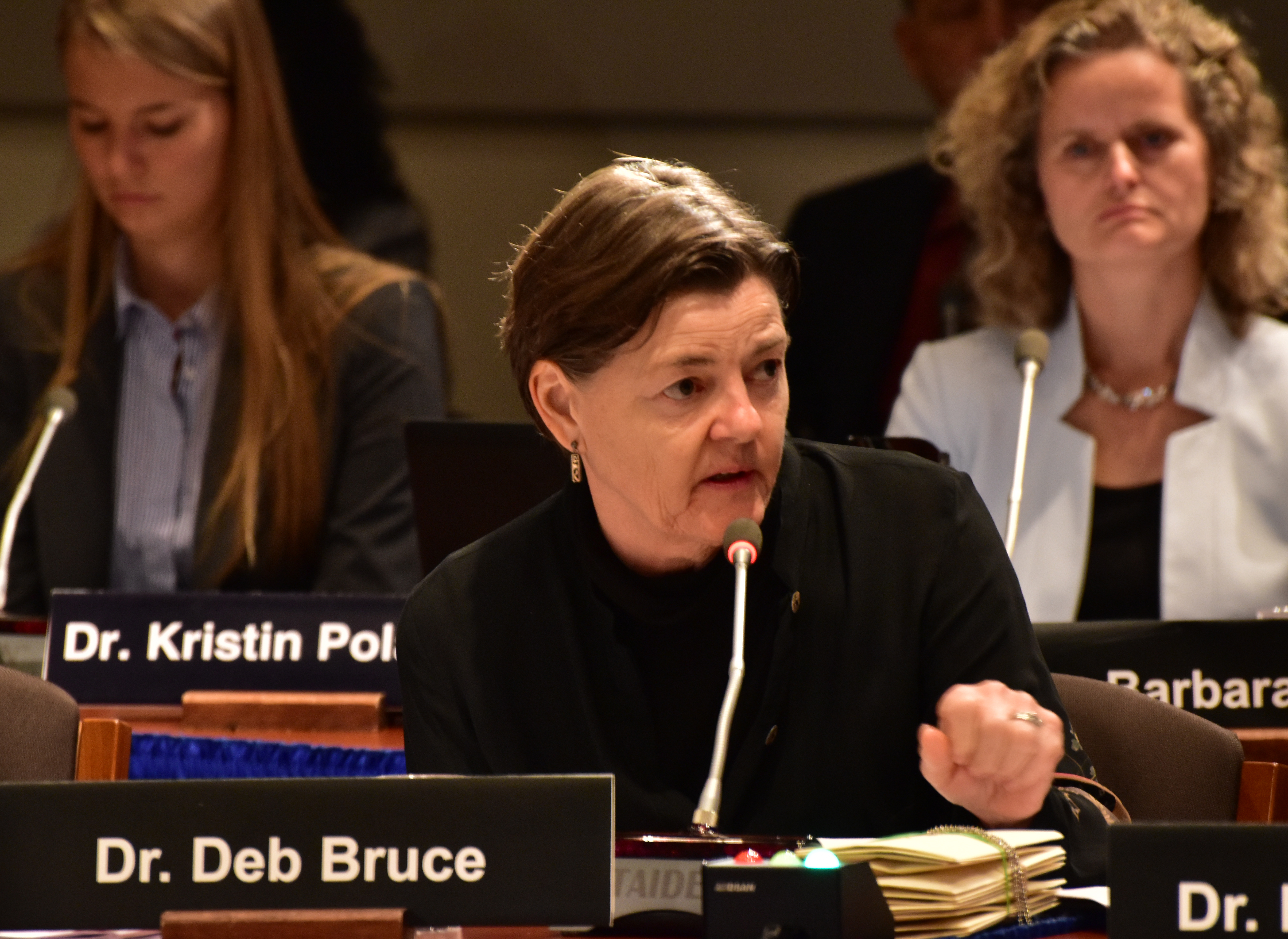
أعلن الدكتور ديب بروس، رئيس فريق التحقيق التابع للمجلس الوطني لسلامة النقل، النتائج للمجلس في 12 سبتمبر 2017.

تم فتح التقييم الأولي للإدارة الوطنية للسلامة المرورية على الطرق السريعة لفحص تصميم وأداء أي أنظمة قيادة آلية قيد الاستخدام في وقت وقوع الحادث، والذي يشمل عددًا يقدر بنحو 25000 سيارة موديل إس. في 8 يوليو 2016، طلبت الإدارة الوطنية للسلامة المرورية على الطرق السريعة من شركة تسلا تسليم الوكالة معلومات مفصلة حول تصميم وتشغيل واختبار تقنية القيادة الذاتية الخاصة بها. طلبت الوكالة أيضًا تفاصيل جميع تغييرات التصميم والتحديثات التي طرأت على نظام أوتوبايلوت منذ تقديمه، والتحديثات المخطط لها من قبل شركة تسلا والمقرر إجراؤها خلال الأشهر الأربعة المقبلة.
وفقًا لشركة تسلا، "لم يلاحظ نظام القيادة الآلية ولا السائق الجانب الأبيض للمقطورة في ظل سماء ساطعة الإضاءة، لذا لم تُفعّل الفرامل". حاولت السيارة القيادة بأقصى سرعة تحت المقطورة، "فاصطدم الجزء السفلي من المقطورة بالزجاج الأمامي لسيارة موديل إس". صرحت شركة تسلا أيضًا أن هذه كانت أول حالة وفاة معروفة مرتبطة بنظام القيادة الذاتية في أكثر من 130 مليون ميل (208 مليون كيلومتر). مليون كيلومتر) يقودها عملاؤها أثناء تفعيل نظام القيادة الآلية. وفقًا لشركة تسلا، هناك حالة وفاة كل 94 مليون ميل (150 مليون كيلومتر) بين جميع أنواع المركبات في الولايات المتحدة وتشير التقديرات إلى أنه سيكون من الضروري قطع مليارات الأميال قبل أن تتمكن تسلا أوتوبايلوت من الادعاء بأنها أكثر أمانًا من البشر بأهمية إحصائية. يقول الباحثون إن شركة تسلا وغيرها من الشركات بحاجة إلى إصدار المزيد من البيانات حول القيود وأداء أنظمة القيادة الآلية إذا كانت السيارات ذاتية القيادة ستصبح آمنة ومفهومة بدرجة كافية للاستخدام في السوق الشامل.
صرح سائق الشاحنة لوكالة أسوشيتد برس أنه سمع فيلم هاري بوتر يُعرض في السيارة المحطمة، وقال إن السيارة كانت تسير بسرعة كبيرة لدرجة أنه "اخترق مقطورتي بسرعة كبيرة لدرجة أنني لم أره. كان الفيلم لا يزال يُعرض عندما توفي وانكسر عمود هاتف على بُعد ربع ميل من الطريق". ووفقًا لدورية الطرق السريعة في فلوريدا، فقد عثروا في الحطام على مشغل أقراص DVD محمول [الإنجليزية] من متجر آخر. (ليس من الممكن مشاهدة مقاطع الفيديو على شاشة اللمس في طراز S أثناء تحرك السيارة.) تم العثور على كمبيوتر محمول أثناء فحص الحطام بعد الحادث، بالإضافة إلى حامل كمبيوتر محمول قابل للتعديل مثبت على إطار مقعد الراكب الأمامي. خلصت الإدارة الوطنية للسلامة المرورية على الطرق السريعة إلى أن الكمبيوتر المحمول ربما كان مثبتًا على الطريق، وأن السائق ربما كان مشتتًا في وقت وقوع الحادث.:17–19; 21
في يناير 2017، أصدر مكتب التحقيقات في العيوب التابع للإدارة الوطنية للسلامة المرورية على الطرق السريعة (NHTSA) تقييمًا أوليًا، حيث وجد أن السائق المتورط في الحادث كان لديه سبع ثوانٍ لرؤية الشاحنة ولم يحدد أي عيوب في نظام القيادة الآلية؛ كما وجد مكتب التحقيقات في العيوب أن معدل حوادث سيارات تسلا انخفض بنسبة 40 في المائة بعد تركيب نظام التوجيه التلقائي. لكنها أوضحت لاحقًا أيضًا أنها لم تقم بتقييم فعالية هذه التكنولوجيا أو ما إذا كانت منخرطة في مقارنة معدل الأعطال الخاصة بها. نشر فريق التحقيق الخاص في الحوادث التابع للإدارة الوطنية للسلامة المرورية على الطرق السريعة تقريره في يناير 2018. وبحسب التقرير، خلال الرحلة التي سبقت الحادث، قام السائق بتشغيل نظام القيادة الآلية لمدة 37 دقيقة و26 ثانية، وأصدر النظام 13 تنبيهًا "لم يتم اكتشاف اليدين"، والتي استجاب لها السائق بعد تأخير متوسط قدره 16 ثانية.:24 وخلص التقرير إلى أنه "بغض النظر عن الحالة التشغيلية لتقنيات أنظمة مساعدة السائق المتقدمة في سيارة تسلا، كان السائق مسؤولاً عن الحفاظ على السيطرة الكاملة على السيارة. وخلصت جميع الأدلة والبيانات المجمعة إلى أن السائق أهمل الحفاظ على السيطرة الكاملة على سيارة تسلا قبل وقوع الحادث".:25
في يوليو 2016، أعلن المجلس الوطني لسلامة النقل (NTSB) فتح تحقيق رسمي في الحادث المميت الذي وقع أثناء تشغيل نظام القيادة الآلية. والمجلس هو هيئة تحقيقية مختصة بتقديم توصيات بشأن السياسات. وصرح متحدث باسم الهيئة: "من الجدير بالدراسة والتأمل ما يمكن أن نتعلمه من هذا الحادث، حتى نتمكن من تطبيقه بأكثر الطرق أمانًا مع انتشاره على نطاق أوسع". ويفتح المجلس سنويًا ما بين 25 و30 تحقيقًا في قضايا الطرق السريعة. في سبتمبر 2017، أصدر المجلس الوطني لسلامة النقل تقريره، مُحددًا أن "السبب المُحتمل لحادث ويليستون، فلوريدا، هو عدم إعطاء سائق الشاحنة حق المرور للسيارة، بالإضافة إلى عدم انتباهه نتيجةً للاعتماد المُفرط على أتمتة المركبة، مما أدى إلى عدم تفاعله مع وجود الشاحنة. وساهم في اعتماد سائق السيارة المُفرط على أتمتة المركبة تصميمها التشغيلي، الذي سمح له بالانقطاع المُطول عن مهمة القيادة واستخدامه للأتمتة بطرقٍ تتعارض مع إرشادات وتحذيرات الشركة المُصنعة".

### ماونتن فيو، كاليفورنيا، الولايات المتحدة (23 مارس 2018)

حادث سيارة تسلا موديل إكس في ماونتن فيو، كاليفورنيا

في 23 مارس 2018، وقعت حالة وفاة ثانية بسبب نظام الطيار الآلي في الولايات المتحدة في ماونتن فيو، كاليفورنيا. وقع الحادث قبل الساعة 9:30 بقليل الساعة 11:00 صباحًا بتوقيت المحيط الهادئ على الطريق السريع 101 [الإنجليزية] المتجه جنوبًا عند مخرج حارة ركوب السيارات المشتركة للطريق السريع 85 [الإنجليزية] المتجه جنوبًا، عند حاجز خرساني حيث يفصل مخرج حارة ركوب السيارات المشتركة على الجانب الأيسر عن الطريق 101. بعد اصطدام موديل إكس بالحاجز الخرساني الضيق، صدمتها سيارتان كانتا تتبعانها، ثم اشتعلت فيها النيران. كان السائق هو مهندس شركة أبل والتر هوانج، الذي توفي.
بدأت كل من الإدارة الوطنية للسلامة المرورية على الطرق السريعة والمجلس الوطني لسلامة النقل تحقيقات في الحادث الذي وقع في مارس 2018. أظهر سائق آخر لسيارة موديل إس أن نظام القيادة الآلية بدا مرتبكًا بسبب علامات سطح الطريق في أبريل 2018. تم تحديد الجزء الأمامي من الحاجز بخطوط بيضاء مترابطة متباعدة (على شكل حرف V) ويبدو أن ميزة التوجيه التلقائي في طراز S استخدمت عن طريق الخطأ الخط الأبيض على الجانب الأيسر بدلاً من الخط الأبيض على الجانب الأيمن كعلامة على المسار للمسار الأيسر الأقصى، مما كان سيقود طراز S إلى نفس الحاجز الخرساني لو لم يتولى السائق السيطرة. وخلصت Ars Technica إلى أنه "مع تحسن نظام القيادة الآلية، قد يصبح السائقون أكثر رضا عن أنفسهم ويولون اهتمامًا أقل للطريق".

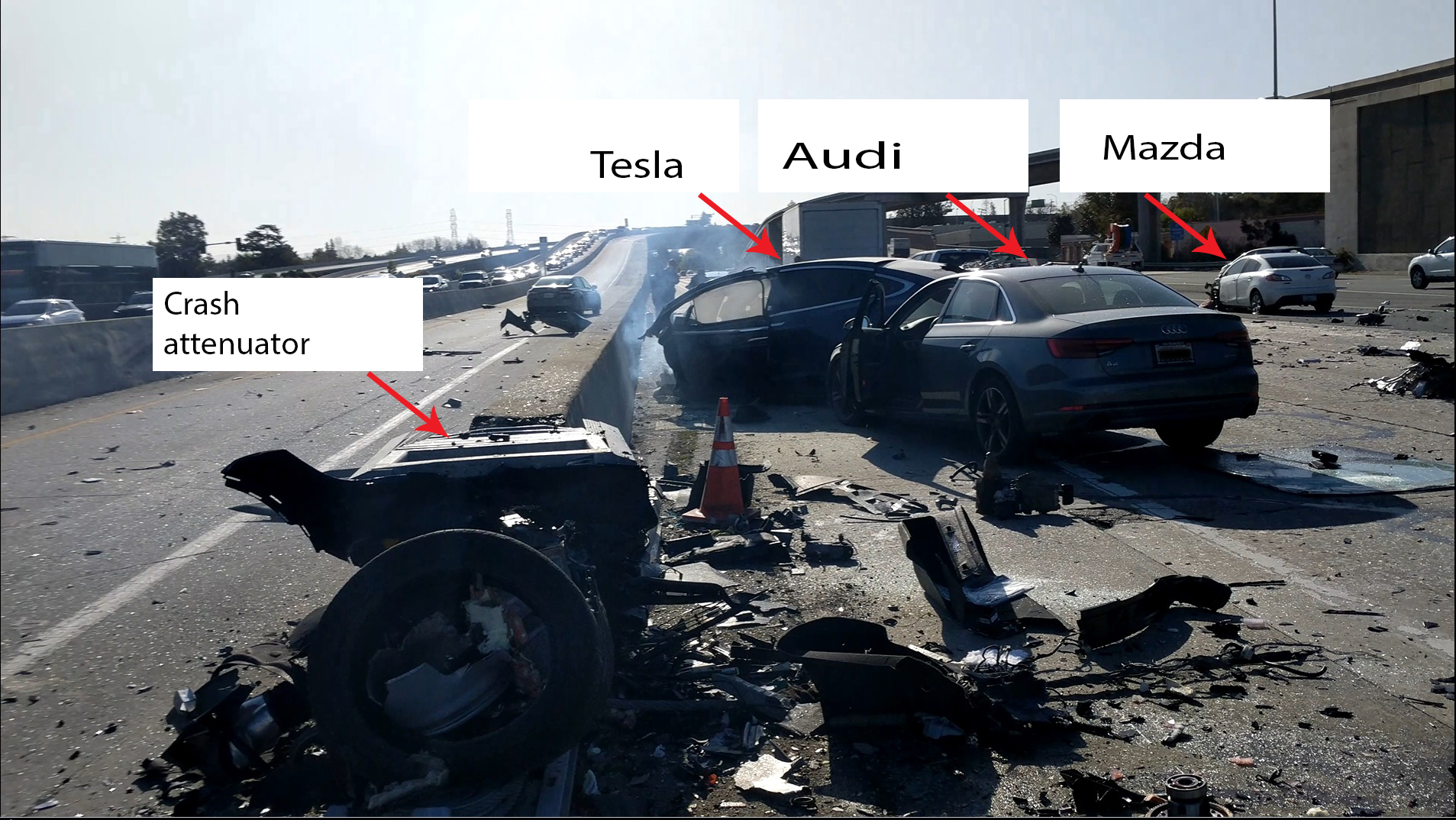
مشهد ما بعد الحادث على الطريق السريع 101 في ماونتن فيو، 23 مارس 2018

في منشور على مدونة الشركة، لاحظت شركة تسلا أن مخفف الصدمات الذي يفصل الجزء الخارجي من الطريق السريع 101 قد تم سحقه مسبقًا ولم يتم استبداله قبل حادث تحطم طراز إكس في 23 مارس. وذكر المنشور أيضًا أن نظام القيادة الآلية كان يعمل وقت وقوع الحادث، ولم يتم الكشف عن قيام يدي السائق بالتلاعب بعجلة القيادة لمدة ست ثوانٍ قبل وقوع الحادث. وأظهرت بيانات السيارة أن السائق كان لديه خمس ثوانٍ و 150 متر (490 قدم) "رؤية واضحة للفاصل الخرساني،... لكن سجلات المركبة تُظهر عدم اتخاذ أي إجراء." ركز تحقيق المجلس الوطني لسلامة النقل على تلف مُخفف الصدمات وحريق المركبة بعد الاصطدام، ولكن بعد الإبلاغ عن شكوى السائق بشأن وظيفة القيادة الآلية، أعلن المجلس الوطني لسلامة النقل أنه سيُحقق أيضًا في "جميع جوانب هذا الحادث، بما في ذلك مخاوف السائق السابقة بشأن القيادة الآلية". صرح متحدث باسم المجلس الوطني لسلامة النقل بأن المنظمة "غير سعيدة بإصدار معلومات تحقيقية من قبل شركة تسلا". رفض إيلون ماسك الانتقادات، غرّد قائلاً إن المجلس الوطني لسلامة النقل (NTSB) "هيئة استشارية"، وأن "تسلا تنشر بيانات حوادث بالغة الأهمية تؤثر على السلامة العامة فورًا وستفعل ذلك دائمًا. إن فعل خلاف ذلك سيكون غير آمن". ردًا على ذلك، أزال المجلس الوطني لسلامة النقل (NTSB) شركة تسلا من التحقيق في 11 أبريل.
في 7 يونيو 2018، أصدر المجلس الوطني لسلامة النقل تقريرًا أوليًا، والذي قدم بيانات القياس عن بعد المسجلة لسيارة موديل إكس وتفاصيل واقعية أخرى. تم تشغيل نظام الطيار الآلي بشكل متواصل لمدة تسعة عشر دقيقة تقريبًا قبل وقوع الحادث. في الدقيقة التي سبقت الحادث، تم الكشف عن يدي السائق على عجلة القيادة لمدة 34 ثانية إجمالاً، ولكن لم يتم الكشف عن يديه لمدة ست ثواني قبل وقوع الحادث مباشرة. قبل سبع ثوانٍ من الاصطدام، بدأت سيارة تسلا في التوجيه إلى اليسار وكانت تتبع سيارة أمامية؛ وقبل أربع ثوانٍ من الاصطدام، لم تعد سيارة تسلا تتبع سيارة أمامية؛ وخلال الثواني الثلاث التي سبقت الاصطدام، زادت سرعة سيارة تسلا إلى 70.8 ميل/سا (113.9 كـم/سا) الساعة.. وكان السائق يرتدي حزام الأمان وتم سحبه من السيارة قبل أن تشتعل فيها النيران.
كان جهاز تخفيف الاصطدام قد تعرض للتلف سابقًا في 12 مارس ولم يتم استبداله في وقت وقوع حادث تسلا. اصطدم السائق المتورط في الحادث الذي وقع يوم 12 مارس بمخفف الاصطدام بسرعة تزيد عن 75 ميل/س (121 كم/س) في الساعة. وتم علاجه من إصابات طفيفة؛ وبالمقارنة، اصطدم سائق سيارة تسلا بالمخفف المنهار بسرعة أبطأ وتوفي بسبب صدمة قوية. بعد الحادث الذي وقع في 12 مارس، فشلت دورية الطرق السريعة في كاليفورنيا [الإنجليزية] في الإبلاغ عن انهيار المخفف إلى كالترانس كما هو مطلوب. لم تكن إدارة النقل في كاليفورنيا على علم بالأضرار حتى 20 مارس، ولم يتم استبدال المخفف حتى 26 مارس لأن قطع الغيار لم تكن متوفرة على الفور.:1–4 كان هذا المخفف المحدد يتطلب الإصلاح أكثر من أي مخفف تصادم آخر في منطقة الخليج، وأشارت سجلات الصيانة إلى أن إصلاح هذا المخفف تأخر لمدة تصل إلى ثلاثة أشهر بعد تعرضه للتلف.:4–5 ونتيجة لذلك، أصدر المجلس الوطني لسلامة النقل تقرير توصيات السلامة في 9 سبتمبر 2019، مطالبًا إدارة النقل في كاليفورنيا بتطوير وتنفيذ خطة لضمان إصلاح أجهزة السلامة المرورية في الوقت المناسب.
في اجتماع المجلس الوطني لسلامة النقل الذي عقد في 25 فبراير 2020، خلص المجلس إلى أن الحادث كان ناجمًا عن مزيج من القيود المفروضة على نظام القيادة الذاتية في تسلا، والاعتماد المفرط للسائق على نظام القيادة الذاتية، وتشتت انتباه السائق على الأرجح بسبب لعب لعبة فيديو على هاتفه. تم الاستشهاد بعدم فعالية مراقبة المركبة لمشاركة السائق كعامل مساهم، كما ساهم عدم تشغيل جهاز تخفيف الاصطدام في إصابة السائق. باعتبارها وكالة استشارية، لا تتمتع الهيئة الوطنية لسلامة النقل بسلطة تنظيمية؛ ومع ذلك، قدمت الهيئة عدة توصيات إلى هيئتين تنظيميتين. وتضمنت توصيات المجلس الوطني لسلامة النقل إلى الإدارة الوطنية لسلامة المرور على الطرق السريعة ما يلي: توسيع نطاق برنامج تقييم السيارات الجديدة [الإنجليزية] ليشمل اختبار أنظمة تجنب الاصطدام الأمامي؛ وتحديد ما إذا كانت "القدرة على تشغيل [المركبات المجهزة بنظام القيادة الذاتية من تسلا] خارج نطاق التصميم التشغيلي المقصود تشكل خطراً غير معقول على السلامة"؛ وتطوير معايير أداء نظام مراقبة السائق. قدم المجلس الوطني لسلامة النقل توصيات إلى إدارة السلامة والصحة المهنية فيما يتعلق بالتوعية والتنظيم أثناء القيادة المشتتة [الإنجليزية]. بالإضافة إلى ذلك، أصدر المجلس الوطني لسلامة النقل توصيات إلى مصنعي الأجهزة الإلكترونية المحمولة (لتطوير آليات القفل لمنع الوظائف التي تشتت انتباه السائق) وإلى شركة أبل (لحظر الاستخدام غير الطارئ للأجهزة الإلكترونية المحمولة أثناء القيادة).
تم إعادة تصنيف العديد من توصيات المجلس الوطني لسلامة النقل التي تم إصدارها سابقًا إلى إدارة السلامة الوطنية على الطرق العامة ودوت وتسلا إلى "مفتوحة – استجابة غير مقبولة". وشملت هذه التوصيات إتش-17-41 (توصية لشركة تسلا بدمج ضمانات النظام التي تحد من استخدام أنظمة التحكم الآلي في المركبات وفقًا لظروف التصميم) و إتش-17-42 (توصية لشركة تسلا لاستشعار مستوى مشاركة السائق بشكل أكثر فعالية). توصلت شركة تسلا إلى تسوية دعوى قضائية بشأن الحادث مع عائلة المهندس في أبريل 2024.

### كاناغاوا، اليابان (29 أبريل 2018)

حادث سيارة تسلا موديل إكس في كاناغاوا، اليابان

في 29 أبريل 2018، صدمت سيارة تسلا موديل إكس تعمل بنظام القيادة الذاتية أحد المشاة في كاناغاوا باليابان، مما أدى إلى وفاته بعد أن نام السائق. وفقًا لدعوى قضائية رفعت ضد شركة تسلا في المحكمة الفيدرالية [الإنجليزية] في أبريل 2020، تسارعت سيارة تسلا موديل إكس من 24 إلى 38 كم/س (15 إلى 24 ميل/س) بعد أن غيرت السيارة التي أمامها مساراتها؛ ثم اصطدمت بشاحنة صغيرة ودراجات نارية ومشاة في المسار الأيمن الأقصى من الطريق السريع، مما أسفر عن مقتل رجل يبلغ من العمر 44 عامًا على الطريق الذي يوجه حركة المرور.:2;9 تزعم الشكوى الأصلية أن الحادث وقع بسبب عيوب في نظام القيادة الآلية الخاص بشركة تسلا، مثل عدم كفاية المراقبة لاكتشاف السائقين غير المنتبهين وعدم القدرة على التعامل مع مواقف المرور "التي سيواجهها السائقون دائمًا تقريبًا".:3–4 بالإضافة إلى ذلك، زعمت الشكوى الأصلية أن هذه هي أول حالة وفاة للمشاة نتيجة لاستخدام نظام القيادة الآلية.:1
وفقًا لسجلات بيانات السيارة، قام سائق سيارة تسلا بتشغيل نظام القيادة الآلية في الساعة 2:11 الساعة 11 مساءً بتوقيت اليابان، بعد وقت قصير من دخول طريق تومي السريع [الإنجليزية].:11 تم رصد يدي السائق على عجلة القيادة في الدقيقة 2:22 مساء:11 في وقت ما قبل 2:49 في حوالي الساعة 2:49 مساءً، بدأ السائق في النعاس، وفي حوالي الساعة 2:49 مساءً، بدأ السائق في النعاس. في الساعة 12 ظهرًا، أشارت السيارة التي أمام سيارة تسلا وتحركت إلى مسار واحد إلى اليسار لتجنب المركبات المتوقفة في المسار الأيمن الأقصى من الطريق السريع.:11 وبينما كانت سيارة تسلا تتسارع لاستئناف سرعتها المحددة مسبقًا، صدمت الرجل، مما أدى إلى مقتله.:11 كان ينتمي إلى نادي ركوب الدراجات النارية الذي توقف لتقديم المساعدة لصديق كان متورطًا في حادث سابق؛ وكان على وجه التحديد يقف بعيدًا عن المجموعة الرئيسية أثناء محاولته إعادة توجيه حركة المرور بعيدًا عن ذلك الحادث السابق.:9–10
أدين سائق سيارة تسلا في محكمة يابانية بالإهمال الجنائي وحكم عليه بالسجن لمدة ثلاث سنوات (مع وقف التنفيذ لمدة خمس سنوات). تم رفض الدعوى المرفوعة ضد شركة تسلا في كاليفورنيا بسبب عدم ملاءمة المحكمة [الإنجليزية] من قبل القاضية سوزان فان كيولين في سبتمبر 2020 بعد أن قالت شركة تسلا إنها ستقبل قضية مرفوعة في اليابان. استأنف المدعون قرار الرفض أمام محكمة الاستئناف للدائرة التاسعة [الإنجليزية] في فبراير 2021، والتي أيدت قرار رفض المحكمة الأدنى.

### ديلراي بيتش، فلوريدا، الولايات المتحدة (1 مارس 2019)

حادث سيارة تسلا موديل 3 في ديلراي بيتش، فلوريدا

حوالي الساعة 6:17 في صباح يوم 1 مارس 2019، الساعة 11:00 صباحًا بالتوقيت الشرقي القياسي، اصطدمت سيارة تسلا موديل 3 تسير جنوبًا على الطريق السريع 441 ‏ / إس آر 7 [الإنجليزية] في ديلراي بيتش بولاية فلوريدا، بشاحنة نصف مقطورة كانت تنعطف يسارًا إلى الطريق السريع 7 المتجه شمالًا من ممر خاص في مزارع بيرو فاميلي فارمز؛ اصطدمت سيارة تسلا بالمقطورة، وتسببت قوة الاصطدام في قطع دفيئة موديل 3، مما أدى إلى وفاة سائق تسلا. كان سائق سيارة تسلا قد قام بتشغيل نظام القيادة الآلية لمدة 10 ثوانٍ تقريبًا قبل الاصطدام، وأظهرت القياسات عن بعد الأولية أن السيارة لم تكتشف وجود يدي السائق على عجلة القيادة لمدة ثماني ثوانٍ قبل الاصطدام مباشرة. لم يتم استشهاد سائق الشاحنة نصف المقطورة. وقد أرسلت كل من الإدارة الوطنية للسلامة المرورية على الطرق السريعة والمجلس الوطني لسلامة النقل محققين إلى مكان الحادث.
وفقًا للبيانات الملتقطة عن بعد بواسطة وحدة التحكم في ضبط النفس في سيارة تسلا، تم ضبط مثبت السرعة في سيارة تسلا على 69 ميل/س (111 كم/س) قبل الاصطدام بـ 12.3 ثانية، وتم تفعيل نظام القيادة الآلية قبل الاصطدام بـ 9.9 ثانية؛ وفي لحظة الاصطدام، كانت سرعة السيارة 68.3 ميل/س (109.9 كم/س). بعد الاصطدام والاصطدام، واصلت سيارة تسلا الاتجاه جنوبًا على الطريق السريع إس آر 7 لحوالي 1,680 قدم (510 م) قبل أن تستقر في الجزيرة الوسطى بين المسارين المتجهين شمالًا وجنوبًا. تعرضت السيارة لأضرار جسيمة في السقف والزجاج الأمامي والأسطح الأخرى فوق 3 قدم 6 بوصة (1.07 م) الخلوص تحت المقطورة. كان سائق سيارة تسلا مقيدًا بحزام الأمان، ولكن لم يتم نشر أي من الوسائد الهوائية وتلقى السائق صدمة قوية قاتلة في الرأس.
في مايو 2019، أصدر المجلس الوطني لسلامة النقل تقريرًا أوليًا حدد فيه أن سائق سيارة تسلا أو نظام القيادة الآلية لم ينفذ أي مناورات مراوغة. كانت ظروف هذا الحادث مماثلة لحادث الاصطدام المميت بسيارة تسلا موديل إس في عام 2016 بالقرب من ويليستون بولاية فلوريدا؛ في تقريرها لعام 2017 الذي يوضح بالتفصيل التحقيق في ذلك الحادث السابق، أوصى المجلس الوطني لسلامة النقل باستخدام نظام القيادة الذاتية فقط على الطرق ذات الوصول المحدود (أي الطريق السريع):33 والتي لم ينفذها تسلا.
أصدر المجلس الوطني لسلامة النقل تقريره النهائي في مارس 2020. كان السبب المحتمل للاصطدام هو عدم إعطاء سائق الشاحنة حق المرور لسيارة تسلا؛ ومع ذلك، خلص التقرير أيضًا إلى أنه "لم يسبق لسائق السيارة أن فرمل أو شرع في توجيه السيارة بشكل مُراوغ قبل وقوع الحادث. بالإضافة إلى ذلك، لم يُرصد أي عزم دوران لعجلة القيادة من قِبل السائق لمدة 7.7 ثانية قبل الاصطدام، مما يُشير إلى فكّ السائق للمفتاح، ويرجّح أن ذلك يعود إلى الاعتماد المفرط على نظام القيادة الآلية". كما خلص المجلس الوطني لسلامة النقل (NTSB) إلى أن التصميم التشغيلي لنظام القيادة الآلية في سيارة تسلا "سمح للسائق بفكّ المفتاح" وأن تسلا "لم تُحدد استخدام النظام بالظروف التي صُمم من أجلها"؛ كما فشلت الإدارة الوطنية لسلامة المرور على الطرق السريعة (NHTSA) في وضع آلية للتحقق من امتلاك المُصنّعين لضمانات لتقييد استخدام أنظمة مساعدة السائق المتقدمة (ADAS) بظروف التصميم.:14–15

### كي لارجو، فلوريدا، الولايات المتحدة (25 أبريل 2019)
أثناء القيادة على طريق كارد ساوند [الإنجليزية]، مرت سيارة موديل إس موديل 2019 عبر إشارة توقف وضوء توقف أحمر وامض عند تقاطع T مع الطريق الإقليمي 905 [الإنجليزية]، ثم اصطدمت بسيارة شيفروليه تاهو متوقفة والتي دارت بعد ذلك واصطدمت بمشاة اثنين، مما أسفر عن مقتل أحدهما. وأكدت مقالة نشرتها صحيفة نيويورك تايمز في وقت لاحق أن نظام القيادة الآلية كان يعمل في وقت وقوع الحادث. سائق سيارة تسلا، الذي كان يتنقل من مكتبه في بوكا راتون إلى منزله في كي لارجو، أسقط هاتفه أثناء إجراء مكالمة لحجز تذاكر طيران وانحنى لالتقاطه، ولم يتوقف عند التقاطع: "نظرت إلى أسفل، وتجاوزت إشارة التوقف واصطدمت بسيارة الرجل... وعندما نهضت ونظرت رأيت شاحنة سوداء – حدث ذلك بسرعة كبيرة"، وأخبر ضباط الشرطة المستجيبين لاحقًا أن نظام القيادة الآلية هو "نظام تثبيت سرعة غبي".
عندما اتصل سائق سيارة تسلا بالسلطات للتدخل، لم يرَ سوى رجل مصاب، فاقدًا للوعي وينزف من فمه. أخبر الشرطة في موقع الحادث أنه كان يقود سيارته بسرعة جنونية، وسُمح له بالمغادرة دون توجيه أي مخالفة. وشاهد أفراد طاقم الطوارئ الطبية حذاء امرأة تحت سيارة تاهو، مما دفع إلى البحث عن الضحية الثانية، التي تم العثور عليها على بعد حوالي 25 يارد (23 م) بعيدًا عن مكان الحادث، حيث ألقيت من جراء الاصطدام.
ورفعت عائلة المتوفى دعاوى قضائية منفصلة ضد شركة تسلا والسائق، وتم تسوية الدعوى ضد السائق خارج المحكمة. تزعم الدعوى المرفوعة ضد شركة تسلا أن الشركة قامت بتسويق مركبة "بخصائص معيبة وغير آمنة، مثل الفشل في تحديد الأشياء الثابتة أمام المركبة بشكل مناسب، مما أدى إلى وفاة [الضحية]".

### فريمونت، كاليفورنيا، الولايات المتحدة (24 أغسطس/آب 2019)
في فريمونت، كاليفورنيا على الطريق السريع آي-880، أثناء القيادة شمال ستيفنسون بوليفارد، اصطدمت سيارة تسلا موديل 3 من طراز فورد إكسبلورر [الإنجليزية] من الخلف باستخدام نظام القيادة الآلية، مما تسبب في فقدان سائق الشاحنة السيطرة. انقلبت الشاحنة الصغيرة وسقط أحد الركاب البالغ من العمر 15 عامًا في سيارة فورد، والذي لم يكن يرتدي حزام الأمان، من الشاحنة الصغيرة وقُتل. رفع والدا المتوفى دعوى قضائية ضد شركة تسلا، وادعيا في ملفهما أن "نظام القيادة الذاتية يحتوي على عيوب، وأنه فشل في الاستجابة لظروف المرور". وردًا على ذلك، أشار محامي شركة تسلا إلى أن الشرطة قد استشهدت بسائق سيارة تسلا لعدم الانتباه وتشغيل السيارة بسرعة غير آمنة. ولم يتم التحقيق في الحادث من قبل الإدارة الوطنية للسلامة المرورية على الطرق السريعة.

### كلوفر ديل، إنديانا، الولايات المتحدة (29 ديسمبر 2019)

حادث سيارة تسلا في كلوفر ديل، إنديانا

اصطدمت سيارة تسلا موديل 3 المتجهة شرقًا بشاحنة إطفاء متوقفة على طول الطريق السريع آي-70 بالقرب من علامة الميل 38 في مقاطعة بوتنام بولاية إنديانا في حوالي الساعة 8 مساءً؛ أصيب كل من السائق والراكب في سيارة تسلا، وهما زوجان، وتم نقلهما إلى مستشفى تير هوت الإقليمي، حيث توفيت الراكبة لاحقًا متأثرة بجراحها. صرح السائق أنه يستخدم وضع القيادة الآلية بانتظام، لكنه لا يستطيع أن يتذكر ما إذا كان قد تم تفعيله عندما اصطدمت سيارة تسلا بشاحنة الإطفاء.
أعلنت الإدارة الوطنية للسلامة المرورية على الطرق السريعة أنها تحقق في الحادث الذي وقع في 9 يناير وأكدت لاحقًا استخدام نظام الطيار الآلي وقت وقوع الحادث. رفع السائق دعوى مدنية ضد شركة تسلا في نوفمبر 2021؛ وقد تم نقلها إلى المحكمة الفيدرالية في فبراير 2022.

### جاردينا، كاليفورنيا، الولايات المتحدة (29 ديسمبر 2019)

حادث سيارة تسلا في جاردينا، كاليفورنيا

قبل الساعة 12:39 بقليل في صباح يوم 29 ديسمبر 2019، خرجت سيارة تسلا موديل إس المتجهة غربًا من قسم الطريق السريع في إس آر 91 [الإنجليزية]، فشل في التوقف عند إشارة حمراء، واصطدم بجانب السائق في سيارة هوندا سيفيك في جاردينا، كاليفورنيا، مما أدى إلى مقتل السائق والراكب في سيارة سيفيك وإصابة السائق والراكب في سيارة تسلا. قسم الطريق السريع من إس آر ينتهي الطريق 91 شرق تقاطعه مع شارع فيرمونت [الإنجليزية] مباشرةً، ويستمر حتى شارع أرتيسيا [الإنجليزية]. كانت سيارة تسلا تسير غربًا على شارع أرتيسيا متجاوزةً الإشارة الحمراء عندما اصطدمت بسيارة سيفيك التي كانت تنعطف يسارًا من فيرمونت إلى أرتيسيا. تم نقل ركاب سيارة تسلا إلى المستشفى بسبب إصابات غير مهددة للحياة.
بدأت الإدارة الوطنية للسلامة المرورية على الطرق السريعة تحقيقًا في الحادث، والذي اعتبر غير معتاد بالنسبة لتصادم بين سيارتين، وأكدت لاحقًا في يناير 2022 أن نظام القيادة الآلية كان يعمل أثناء الحادث. تم توجيه تهمة القتل غير العمد إلى سائق سيارة تسلا في أكتوبر 2021 في محكمة مقاطعة لوس أنجلوس العليا. كما رفعت عائلات القتيلين دعاوى مدنية منفصلة ضد سائق سيارة تسلا، بسبب إهماله، وضد شركة تسلا، لبيعها مركبات معيبة.
في مايو 2022، عُقدت جلسة استماع أولية للمحكمة لتحديد ما إذا كان هناك سبب محتمل للمضي قدمًا في المحاكمة؛ وشهد مهندس تسلا بأن سائق تسلا قد قام بتشغيل نظام القيادة الآلية منذ حوالي 20 عامًا. قبل دقائق من وقوع الحادث، تم ضبط السرعة على 78 ميل/س (126 كم/س). كانت سيارة تسلا تسير بسرعة 74 ميل/س (119 كم/س) في الساعة. عندما اصطدمت بالهوندا. أمر القاضي بمحاكمة سائق سيارة تسلا بتهمتي القتل غير العمد بالمركبة [الإنجليزية]. أشارت بيانات القياس عن بعد إلى أن السائق كان يضع يده على عجلة القيادة، ولكن لم يتم اكتشاف أي مدخلات للفرامل في الدقائق الست التي سبقت الحادث، على الرغم من وجود العديد من العلامات في نهاية الطريق السريع تحذر السائقين من التباطؤ. وقد دفع سائق سيارة تسلا ببراءته في يونيو/حزيران. تم تأجيل المحاكمة المقررة في 15 نوفمبر إلى أواخر فبراير 2023. غير السائق دعواه إلى عدم الاعتراض وحُكم عليه بالسجن لمدة عامين تحت المراقبة في يونيو/حزيران من ذلك العام.

### أريندال، النرويج (29 مايو 2020)

حادث تسلا في أريندال، النرويج

بعد إخطاره بأن بعض الأشرطة على مقطورته قد أصبحت فضفاضة، في 29 مايو 2020، في حوالي الساعة 11:00 في الصباح، أوقف سائق شاحنة منفرد مقطورة جرار على جانب الطريق المتجه شمالًا على الطريق إي 18، 181 م (594 قدم) شمال شرق مخرج نفق Torsbuås، خارج أريندال مباشرةً. بسبب عرض الكتف المحدود، كان جزء من الشاحنة يبرز في المسار الأيمن للطريق إي 18. أثناء إصلاح الحزام المفكوك الذي كان يؤمن الحمولة، صدمته سيارة تسلا موديل إس المتجهة شمالاً ولقي حتفه. كان سائق تسلا قد قام بتشغيل نظام القيادة الآلية منذ حوالي 4 كـم (2.5 ميل) جنوب موقع الحادث؛ وعندما خرج من النفق واقترب من الشاحنة المتوقفة، لاحظ عدم وجود أضواء تحذيرية على الشاحنة أو مثلث تحذير [الإنجليزية] على الأرض وافترض أن الشاحنة مهجورة. ثم "سمع صوت انفجار قوي، وتشقق زجاج السيارة الأمامي"؛ وبعد أن توقف على جانب الطريق، عاد سيرًا نحو الشاحنة المتوقفة ورأى جثة سائق الشاحنة.
وجهت إلى سائق سيارة تسلا تهمة القتل غير العمد. في وقت مبكر من المحاكمة، شهد شاهد خبير أن كمبيوتر السيارة أشار إلى أن نظام القيادة الآلية كان قيد التشغيل في وقت وقوع الحادث. وقال أحد خبراء الطب الشرعي إن الضحية كان أقل وضوحًا لأنه كان في ظل المقطورة. وقال السائق أنه كان يضع يديه على عجلة القيادة، وأنه كان يقظًا. حُكم عليه بالسجن لمدة ثلاثة أشهر في ديسمبر 2020.
وقد قامت لجنة التحقيق في الحوادث النرويجية بالتحقيق في الحادث ونشرت تقريرها في يونيو 2022. وبحسب تقرير التحقيق، فإن سائق الشاحنة فشل في الإبلاغ عن توقفه لتثبيت الحزام إلى مركز مراقبة المرور، ولم يبلغ أي من السائقين المارة عن الشاحنة المتوقفة؛ وبالتالي، لم يتم إخطار سائق سيارة تسلا بوجود شاحنة متوقفة خارج النفق. اعتقد سائق سيارة تسلا أن هناك مساحة كافية لتجاوز الشاحنة المتوقفة مع البقاء في المسار الأيمن. نظرًا لأن سائق الشاحنة كان بجوار المقطورة في الظل الذي ألقته الشاحنة، فقد تكون رؤية سائق تسلا لسائق الشاحنة قد تعرضت للخطر.
وبالإضافة إلى ذلك، وجه المحققون انتقادات للشركة المسؤولة عن تخطيط وإنشاء الطريق، وهي شركة ني فيير إيه إس. أثناء مرحلة التخطيط، اقترح ني فيير كتفًا أضيق بعرض 2.0 م (6 قدم 7 بوصة) بدلاً من 3.0 م (9.8 قدم) كما تم تصميمه في الأصل؛ وقد تمت الموافقة على هذا التباين من قبل إدارة الطرق العامة النرويجية بشرط أن يقوم ني فيير بتنفيذ إجراءات التخفيف. ولم ينفذ ني فيير التدابير التخفيفية المقترحة.

### مارييتا، جورجيا، الولايات المتحدة (17 سبتمبر 2020)
في 17 سبتمبر 2020، في حوالي الساعة 5:24 في حوالي الساعة 11:00 بتوقيت شرق الولايات المتحدة، اصطدم سائق سيارة تسلا موديل 3 موديل 2020 بمحطة حافلات كوبلينك المأهولة، مما أدى إلى تدميرها ومقتل الرجل الذي كان ينتظر في الداخل. كانت سيارة تسلا تسير باتجاه الشمال على طريق جنوب كوب بالقرب من التقاطع مع طريق القائد. لأن مسجل بيانات أحداث السيارة أظهر أنها وصلت إلى سرعة 77 ميل/س (124 كم/س) قبل وقوع الحادث، وهذه المنطقة لديها حد أقصى للسرعة يبلغ 45 ميل/س (72 كم/س)، وجهت الشرطة للسائق تهمة القتل العمد بالمركبة من الدرجة الأولى والقيادة المتهورة. 
في وقت وقوع الحادث، لم يتم تحديد ما إذا كان نظام الطيار الآلي قيد التشغيل. في سبتمبر 2022، أظهرت البيانات التي قدمتها شركة تسلا إلى الإدارة الوطنية للسلامة المرورية على الطرق السريعة أن نظام القيادة الذاتية كان نشطًا في وقت وقوع الحادث.:Report ID 13781–3847

### فونتانا، كاليفورنيا، الولايات المتحدة (5 مايو 2021)
في الساعة 2:35 في الساعة 11:00 صباحًا بتوقيت المحيط الهادئ في يوم 5 مايو 2021، اصطدمت سيارة تسلا موديل 3 بمقطورة جرار منقلبة على طريق فوتهيل السريع [الإنجليزية] المتجه غربًا (آي-210) في فونتانا، كاليفورنيا. قُتل سائق سيارة تسلا، كما صدمت سيارة تسلا رجلاً كان قد توقف لمساعدة سائق الشاحنة وأُصيب بجروح. أعلن مسؤولو دورية الطرق السريعة في كاليفورنيا [الإنجليزية] (CHP) في 13 مايو أن نظام القيادة الآلية "كان قيد التشغيل" قبل وقوع الحادث، لكنهم أضافوا بعد يوم واحد أنه "لم يتم اتخاذ قرار نهائي بشأن وضع القيادة الذي كانت عليه سيارة تسلا أو ما إذا كان عاملاً مساهماً في وقوع الحادث". تقوم CHP وإدارة السلامة الوطنية على الطرق العامة بالتحقيق في الحادث. تشير بيانات القياس عن بعد إلى أن نظام القيادة الآلي كان قيد الاستخدام في وقت وقوع الحادث.:Report ID 13781–5609

### كوينز، نيويورك، الولايات المتحدة (26 يوليو 2021)
في 26 يوليو 2021، بعد منتصف الليل بقليل، صدم سائق سيارة رياضية من طراز تسلا موديل واي رجلاً مما أدى إلى وفاته. أوقف الضحية سيارته على الكتف الأيسر من طريق لونغ آيلاند السريع المتجه غربًا (آي-495)، شرق مخرج شارع كوليدج بوينت بوليفارد في فلاشينج، كوينز، نيويورك، لتغيير إطار مثقوب. قررت الإدارة الوطنية للسلامة المرورية على الطرق السريعة في وقت لاحق أن نظام الطيار الآلي كان نشطًا أثناء الاصطدام وأرسلت فريقًا للتحقيق بشكل أكبر.:Report ID 13781-21

### إيفرغرين، كولورادو، الولايات المتحدة (16 مايو 2022)
في مساء يوم 16 مايو 2022، غادر سائق سيارة تسلا موديل 3 طريق خور بير العلوي في إيفرغرين، كولورادو واصطدم بشجرة. بعد اشتعال النيران في السيارة، تمكن أحد الركاب من الخروج، لكن السائق لم يتمكن من مغادرة السيارة وتوفي في مكان الحادث. توصل تحقيق لاحق أجرته دورية ولاية كولورادو [الإنجليزية] (CSP) إلى أن السائق كان سينجو من الحادث، لكنه توفي بسبب استنشاق الدخان والإصابات الحرارية. تشتبه سلطات إنفاذ القانون في أن سيارة تسلا كانت تعمل في وضع القيادة الآلية،:Report ID 13781-3074 ولكن بسبب الموقع البعيد، لم يتم تحميل أي بيانات، ودمر الحريق البيانات الموجودة على متن الطائرة، وبالتالي لم يكن من الممكن استخدام بيانات القياس عن بعد قبل الحادث للتحقق. ولم يتمكن تحقيق دورية ولاية كولورادو من تحديد سبب عدم خروج السائق من السيارة. أظهر تشريح جثة السائق أن نسبة الكحول في دمه كانت 0.264%، أي أكثر من ثلاثة أضعاف الحد القانوني.
وقعت الحادثة أثناء عودة الاثنين من رحلة للعب الجولف. وتذكر الراكب الناجي أن السائق قام بتشغيل نظام التوجيه المعزز آلياً (FSD) أثناء الرحلة إلى ملعب الجولف، لكنه اضطر إلى إجراء العديد من تصحيحات التوجيه اليدوية على الطريق المتعرج. بعد الحادث، أخبر الراكب مشغل الطوارئ 911 أن "خاصية القيادة التلقائية في سيارة تسلا" كانت قيد الاستخدام وأن السيارة "انحرفت مباشرة عن الطريق". وقد حدد المحقق الرئيسي في برنامج مساعدة السائق من خلال العلامات التي تركتها الإطارات في مكان الحادث أن السائق لم يستخدم الفرامل مطلقًا وأن المحركات استمرت في تشغيل العجلات بعد الاصطدام، وخلص إلى أنه بما أن "السيارة خرجت عن الطريق دون وجود دليل على مناورة مفاجئة، فإن ذلك يتناسب مع ميزة [مساعدة السائق] التي تم تفعيلها". في مقال نشرته صحيفة واشنطن بوست في عام 2024، استنادًا إلى تاريخ السائق والمقابلات مع الراكب الناجي وزوج السائق، خلصت الصحيفة إلى أن هذه كانت على الأرجح أول حالة وفاة مرتبطة بنظام القيادة الذاتية الكاملة. استخدمت مقالة بوست أيضًا الميزات الممكّنة في طلب شراء السيارة، وسجلات السيارة، و"رسالة حديثة من الشركة تعرض على حساب [السائق] القدرة على "نقل كامل قدرتك على القيادة الذاتية إلى سيارة تسلا جديدة ' لتحديد ما إذا كانت السيارة مجهزة بنظام القيادة الذاتية المرن.

### ميشن فيجو، كاليفورنيا، الولايات المتحدة (17 مايو 2022)
الساعة 10:51 في الساعة 11:00 مساءً بتوقيت المحيط الهادئ في يوم 17 مايو 2022، صدم سائق يقود سيارة تسلا موديل 3 أحد المشاة الذي كان يسير على الطريق السريع آي-5 المتجه جنوبًا بالقرب من طريق كراون فالي باركواي في ميسيون فيجو، كاليفورنيا، مما أدى إلى وفاته. بعد اصطدام المشاة، أوقف سائق سيارة تسلا السيارة وخرج منها ليقف على الكتف الأيمن من الطريق السريع؛ ثم اصطدم سائق مخمور بسيارته بسيارة تسلا، واصطدم سائق ثالث بحطام السيارتين، والذي كان في منطقة بناء. وأكدت بيانات تقرير الميدان أن سيارة تسلا كانت تعمل في وضع القيادة الآلية عندما قُتل المشاة.:Report ID 13781-3279

### غينزفيل، فلوريدا، الولايات المتحدة (6 يوليو 2022)
حوالي الساعة 2:00 في الساعة 11:00 مساءً بتوقيت شرق الولايات المتحدة يوم 6 يوليو 2022، خرج سائق سيارة تسلا موديل إس التي كانت تسير باتجاه الجنوب على الطريق السريع آي-75 من منطقة استراحة جنوب جينزفيل بولاية فلوريدا، بالقرب من منتزه باينز برايري بريزيرف الحكومي [الإنجليزية]، واصطدم بالجزء الخلفي من مقطورة جرار متوقفة من وول مارت. قُتل كل من السائق والراكب في سيارة تسلا، وهما زوجان من لومبوك، كاليفورنيا. أشار متحدث باسم دورية الطرق السريعة في فلوريدا إلى أن "[السيارة] خرجت من منحدر الخروج إلى منطقة الراحة، واستمرت جنوبًا لفترة قصيرة، ثم انعطفت شرقًا، وفي ذلك الوقت وقع الاصطدام حيث اصطدمت سيارة تسلا بالجزء الخلفي من مقطورة الجرار." وأكدت الإدارة الوطنية للسلامة المرورية على الطرق السريعة أنها أرسلت فريق تحقيق إلى الموقع. تشير البيانات التي أبلغت عنها شركة تسلا بموجب الإدارة الوطنية للسلامة المرورية على الطرق السريعة إس جي أو-2021-01 إلى أن نظام القيادة الذاتية ربما تم تفعيله أثناء الحادث.:Report ID 13781-3327
ومع ذلك، في فبراير 2023، خلص تحقيق أجرته دورية الطرق السريعة في فلوريدا [الإنجليزية] إلى أن الحادث كان بسبب خطأ السائق: أثناء الخروج من الطريق السريع إلى منطقة الراحة، ضغط السائق على دواسة الوقود بدلاً من الفرامل، واصطدمت سيارة تسلا بالرصيف بسرعة 60 ميل/س (97 كم/س) في الساعة.، ثم اصطدم بالشاحنة المتوقفة. رفعت العائلة دعوى قضائية ضد شركة تسلا في مارس 2023، زاعمة أن سيارة تسلا "المعيبة والخطيرة بشكل غير معقول" قد "تعطلت أثناء الاستخدام المعقول والمتوقع"، مضيفة أن السيارة "كانت مجهزة بالعديد من ميزات وتقنيات تجنب الاصطدام والتخفيف من آثاره".

### ريفرسايد، كاليفورنيا، الولايات المتحدة (7 يوليو 2022)
تم الإبلاغ في البداية (وبشكل غير صحيح) أنه في الساعة 4:47 في يوم 7 يوليو 2022، الساعة 11:00 صباحًا بتوقيت المحيط الهادئ، اقترب سائق سيارة تسلا موديل واي من الخلف، ثم ضرب سائق دراجة نارية على دراجة ياماها في ستار. كانت كلتا المركبتين تسيران باتجاه الشرق في مسار المركبات ذات الركاب الكثيرين على الطريق السريع 91 ‏، غرب شارع ماغنوليا في ريفرسايد، كاليفورنيا. تم إخراج سائق الدراجة النارية من سيارته وتوفي في مكان الحادث، في حين لم يصب سائق سيارة تسلا بأذى بعد أن خرجت سيارة موديل واي عن الطريق. لم يتم القبض على سائق سيارة تسلا.
أظهر تحقيق لاحق أجرته شرطة الطرق السريعة في كاليفورنيا أن سائق الدراجة النارية اصطدم بالجدار الفاصل وسقط منه؛ بينما اصطدمت سيارة تسلا موديل واي التي كانت تسير خلفه بالدراجة النارية (التي كانت ملقاة على جانبها) ولكن ليس بسائق الدراجة النارية. وأكدت بيانات القياس عن بُعد من تسلا لاحقًا أن سائق موديل واي كان يستخدم نظام القيادة الآلية. وأكدت البيانات التي أبلغت عنها شركة تسلا بموجب الإدارة الوطنية للسلامة المرورية على الطرق السريعة إس جي أو-2021-01 أيضًا أن نظام القيادة الآلية كان نشطًا أثناء الحادث.:Report ID 13781-3332

### درابر، يوتا، الولايات المتحدة (24 يوليو 2022)
صدم سائق دراجة نارية من الخلف باستخدام نظام القيادة الآلية في سيارة تسلا موديل 3 على الطريق السريع 15 [الإنجليزية] المتجه جنوبًا بالقرب من 15000 S في درابر، يوتا، في الساعة 1:09 الساعة 11:00 صباحًا بتوقيت MDT في 24 يوليو 2022. أدى الاصطدام إلى سقوط راكب الدراجة النارية من دراجته هارلي ديفيدسون على الأرض، مما أدى إلى مقتله. وقال السائق للشرطة إنه لم يرَ سائق الدراجة النارية وكان يستخدم نظام القيادة الآلية وقت وقوع الحادث. وقد أكدت البيانات القياسيّة عن بعد التي قُدِّمت إلى الإدارة الوطنية للسلامة المرورية على الطرق السريعة تصريحاته لاحقًا.:Report ID 13781-3488
علق مايكل بروكس، المدير التنفيذي بالإنابة لمركز سلامة السيارات، [الإنجليزية] قائلاً: "من الواضح جدًا بالنسبة لي، ويجب أن يكون الأمر واضحًا لكثير من مالكي سيارات تسلا الآن، أن هذه الأشياء لا تعمل بشكل صحيح ولن ترقى إلى مستوى التوقعات، وهي تعرض الأبرياء للخطر على الطرق... يتم إغراء السائقين بالاعتقاد بأن هذا يحميهم والآخرين على الطرق، وهو ببساطة لا يعمل".

### بوكا راتون، فلوريدا، الولايات المتحدة (26 أغسطس 2022)
في 26 أغسطس 2022 الساعة 2:11 في حوالي الساعة 11:00 صباحًا بتوقيت شرق الولايات المتحدة، صدم سائق سيارة تسلا موديل 3 راكب دراجة نارية على متن دراجة نارية من طراز كاواساكي فولكان [الإنجليزية] من الخلف بينما كانت المركبتان تسيران غربًا على شارع SW 18th Street تقتربان من طريق بوكا ريو في خليج ساندالفوت [الإنجليزية]، وهو مكان مخصص للتعداد السكاني في مقاطعة بالم بيتش غير المدمجة، خارج مدينة بوكا راتون بولاية فلوريدا. وسقطت راكبة الدراجة النارية من دراجتها النارية على الزجاج الأمامي لسيارة تسلا، وتم نقلها إلى المستشفى، حيث توفيت في وقت لاحق متأثرة بإصاباتها التي أصيبت بها في الاصطدام. كان سائق سيارة تسلا مشتبهًا في قيادته تحت تأثير الكحول و/أو الأدوية الموصوفة.
وأكد مكتب عمدة مقاطعة بالم بيتش في وقت لاحق أن سائق سيارة تسلا كان يستخدم نظام القيادة الآلية. وتؤكد البيانات التي أبلغت عنها شركة تسلا بموجب الإدارة الوطنية للسلامة المرورية على الطرق السريعة إس جي أو-2021-01 أيضًا أن نظام القيادة الآلية كان نشطًا أثناء الحادث.:Report ID 13781-3713
شهد عام 2022 وقوع عدة تصادمات مميتة في الولايات المتحدة، حيث اصطدمت سيارة تسلا تعمل بنظام القيادة الذاتية بدراجة نارية من الخلف؛ وفي كل حالة، قُتل سائق الدراجة النارية. إحدى النظريات هي أنه نظرًا لانتقال تسلا إلى أجهزة استشعار بصرية حصرية، فإن منطق نظام القيادة الآلية لتحديد المسافة بين سيارة تسلا والسيارة الأمامية يفترض أن المسافة إلى السيارة الأمامية تتناسب عكسيًا مع المسافة بين المصابيح الخلفية للسيارة الأمامية. ولأن المصابيح الخلفية للدراجات النارية متقاربة، فقد يفترض نظام القيادة الآلية في تسلا خطأً أن الدراجة النارية سيارة أو شاحنة بعيدة.

### والنات كريك، كاليفورنيا، الولايات المتحدة (18 فبراير 2023)
لقي سائق سيارة تسلا موديل إس موديل 2014 حتفه بعد أن اصطدمت السيارة التي كان يقودها بشاحنة إطفاء تابعة لمقاطعة كونترا كوستا متوقفة عبر عدة مسارات من الطريق السريع آي-680 [الإنجليزية] المتجه شمالًا جنوب مخرج تريت بوليفارد في والنات كريك، كاليفورنيا، في الساعة 4:00 صباحًا. في 18 فبراير 2023. تم ركن الشاحنة مع تشغيل أضوائها لحماية مكان الحادث السابق الذي لم ينتج عنه أي إصابات. كان لا بد من فتح سيارة تسلا لإخراج الراكب، الذي تم نقله إلى المستشفى لعلاج إصاباته؛ كما أصيب أربعة من رجال الإطفاء في شاحنة الإطفاء وتم نقلهم إلى المستشفى.
في البداية، ذكرت دورية الطرق السريعة في كاليفورنيا أنه لم يكن واضحًا ما إذا كان السائق مخمورًا أو كان يقود السيارة بميزات المساعدة، لكن الإدارة الوطنية للسلامة المرورية على الطرق السريعة أكدت في مارس أنها تشتبه في استخدام "نظام قيادة آلي" عندما اصطدمت سيارة تسلا بشاحنة الإطفاء، وأرسلت فريقًا خاصًا للتحقيق في الحوادث كجزء من تحقيق أكبر (إيه إي 22-002) تتضمن حوادث متعددة اصطدمت فيها سيارات تسلا التي تعمل بنظام القيادة الذاتية بمركبات الاستجابة للطوارئ الثابتة. أكدت شركة تسلا في أبريل أن السيارة كانت تعمل بنظام القيادة الآلية وقت وقوع الحادث. تشير بيانات القياس عن بعد إلى أن نظام القيادة الآلي كان قيد الاستخدام في وقت وقوع الحادث.:Report ID 13781–4963

### كورونا، كاليفورنيا، الولايات المتحدة (28 مارس 2023)
في 28 مارس 2023، حوالي الساعة 10:15 توفي سائق سيارة تسلا موديل واي، بعد أن صدمته سيارة تسلا سائق شاحنة فورد إف-150، الذي دخل تقاطع منتزه فوتهيل وشارع ريمباو في كورونا، كاليفورنيا ضد إشارة حمراء. كانت سيارة تسلا تمر عبر التقاطع عند الضوء الأخضر. تشير بيانات القياس عن بعد إلى أنه كان يتم استخدام نظام القيادة الآلي في وقت وقوع الحادث.:Report ID 13781–5165

### سنترال بوينت، أوريغون، الولايات المتحدة (5 يونيو 2023)
استجابت شرطة ولاية أوريغون [الإنجليزية] لحادث سيارة واحد تم الإبلاغ عنه في الساعة 3:30 في الساعة 11:00 صباحًا (بتوقيت المحيط الهادئ) في 5 يونيو 2023 في مقاطعة جاكسون بولاية أوريغون؛ كانت سيارة تسلا موديل إس تسير باتجاه الشمال على الطريق السريع آي-5 بالقرب من علامة الميل 33 عندما انحرفت السيارة عن الطريق، واصطدمت بسياج ثم شجرة قبل أن تشتعل فيها النيران. تم إعلان وفاة السائق في مكان الحادث. تشير بيانات القياس عن بعد إلى أنه كان يتم استخدام نظام القيادة الآلي في وقت وقوع الحادث.:Report ID 13781–5673

### بروكلين، نيويورك، الولايات المتحدة (7 يونيو 2023)
في 7 يونيو 2023، في حوالي الساعة 9 في حوالي الساعة 11:00 مساءً، انحرف سائق سيارة تسلا موديل إس التي كانت تسير على طول طريق أوشن باركواي [الإنجليزية] في ميدوود، بروكلين، [الإنجليزية] عن الطريق، مما أدى إلى صدم أحد المشاة الذي كان ينتظر على الرصيف لعبور الشارع عند التقاطع مع شارع م وقتله. ثم ضرب السائق عمود إنارة واصطدم بمقعد في الحديقة على الرصيف الأوسط، مما أدى إلى إصابة رجل كان يجلس عليه. تم القبض على السائق لمغادرته مكان الحادث. تشير بيانات القياس عن بعد إلى أن نظام القيادة الآلي كان قيد الاستخدام في وقت وقوع الحادث.:Report ID 13781–5685

### تورلوك، كاليفورنيا، الولايات المتحدة (20 يونيو 2023)
حوالي الساعة 3:15 في صباح يوم 20 يونيو 2023، اصطدم سائق يقود سيارة سيدان بيضاء في الاتجاه الخاطئ (جنوبًا في المسارات المتجهة شمالًا) على الطريق السريع 99 [الإنجليزية] بالقرب من شارع لاندر في تورلوك، كاليفورنيا، بسيارة تسلا موديل واي متجهة شمالًا تسير بسرعة تقارب 70 ميل/س (110 كم/س) في الساعة.. قُتِل سائق المركبة التي كانت تسير في الاتجاه المعاكس، كما أصيب السائق والراكب في سيارة تسلا. ويبدو أن الكحول كان عاملاً. تشير بيانات القياس عن بعد إلى أنه كان يتم استخدام نظام القيادة الآلي في وقت وقوع الحادث.:Report ID 13781–5785

### ساوث ليك تاهو، كاليفورنيا، الولايات المتحدة (5 يوليو 2023)
في 5 يوليو 2023، حوالي الساعة 5:30 مساء (بتوقيت المحيط الهادئ)، سائق سيارة سوبارو إمبريزا التي كانت تسير شمالًا على طريق بايونير تريل عند 55 ميل/س (89 كم/س) اصطدم وجهاً لوجه بسيارة تسلا موديل 3 تسير جنوبًا بسرعة 45 ميل/س (72 كم/س). وقع الاصطدام جنوب تقاطع طريق Fair Meadow Trail مباشرة. تم نقل سائق سيارة سوبارو إلى مستشفى بارتون ميموريال، حيث توفي متأثراً بجراحه. تم نقل الركاب الخمسة في سيارة تسلا إلى المركز الطبي التابع لجامعة كاليفورنيا ديفيس [الإنجليزية]، وتوفي أحدهم، وهو طفل يبلغ من العمر ثلاثة أشهر. أرسلت الإدارة الوطنية للسلامة المرورية على الطرق السريعة فريق تحقيق إلى موقع الحادث. تشير بيانات القياس عن بعد إلى أن نظام القيادة الآلي كان قيد الاستخدام في وقت وقوع الحادث.:Report ID 13781–5835

### أوبال، فرجينيا، الولايات المتحدة (19 يوليو 2023)
أثناء السفر شمالًا على الطريق السريع الأمريكي 15 ‏ / 17 / 29 المتزامن (طريق جيمس ماديسون السريع) في حوالي الساعة 6:31 في حوالي الساعة 11:00 مساءً (EDT) من يوم 19 يوليو 2023، اصطدم سائق سيارة تسلا موديل واي بمقطورة شاحنة مختلطة كانت تنطلق من محطة وقود محطة شاحنات كوارلز بالقرب من أوبال، فيرجينيا، جنوب وارينتون واستمر تحت جانبها. قُتل سائق تسلا وتم استدعاء سائق الشاحنة بسبب القيادة المتهورة [الإنجليزية]. بعد يومين، نفذ مكتب عمدة مقاطعة فوكير مذكرة تفتيش للحصول على بيانات من سيارة تسلا، استنادًا إلى تقارير الشهود التي ذكرت أن سائق سيارة تسلا لم يحاول الفرملة قبل الاصطدام. تم إسقاط تهمة القيادة المتهورة ضد سائق الشاحنة في نوفمبر، بعد أن وجد مكتب الشريف أن سيارة تسلا كانت تسير بسرعة 70 ميل/س (110 كم/س) في الساعة. قبل الاصطدام، متجاوزًا 45 ميل/س (72 كم/س)الحد الأقصى للسرعة في تلك المنطقة.
في شهر أغسطس من ذلك العام، أرسلت الإدارة الوطنية للسلامة المرورية على الطرق السريعة فريقًا للتحقيق في الاصطدام؛ ويُشتبه في أن سيارة تسلا كانت تعمل بنظام القيادة الآلية. تشير بيانات القياس عن بعد إلى أنه كان يتم استخدام نظام القيادة الآلي في وقت وقوع الحادث.:Report ID 13781–5996 وخلص مكتب الشريف إلى أن نظام القيادة الآلية كان قيد الاستخدام، استناداً إلى البيانات التي تم الحصول عليها من مسجل بيانات أحداث السيارة؛ حيث حذر النظام السائق من تولي السيطرة لأنه اكتشف وجود عقبة أمامه، وقام السائق بتطبيق الفرامل قبل ثانية واحدة تقريباً من الاصطدام، ولكن لم يكن من الواضح ما إذا كان ذلك كافياً لإلغاء نظام القيادة الآلية. لو كانت السيارة تسير بالسرعة المحددة، فقد قرر مكتب الشريف أن السائق كان لديه الوقت الكافي لتجنب الاصطدام.

### مقاطعة سنوهوميش، واشنطن، الولايات المتحدة (19 أبريل 2024)
حوالي الساعة 3:54 في حوالي الساعة 11:00 من مساء يوم 19 أبريل 2024، قُتل سائق دراجة نارية بعد أن اصطدم سائق سيارة تسلا موديل إس موديل 2022 بالجزء الخلفي من الدراجة النارية. كانت كلتا المركبتين تسيران على الطريق السريع 522 المتجه شرقًا في ولاية واشنطن [الإنجليزية] غرب تقاطعه مع طريق فاليس، في مقاطعة سنوهوميش غير المدمجة في واشنطن، بالقرب من مالتبي. لقد تباطأ سائق الدراجة النارية بسبب ظروف المرور، لكن سائق تسلا لم يفعل ذلك. أفاد سائق سيارة تسلا أنه سمع صوت انفجار عندما اصطدمت السيارة بالدراجة النارية واندفعت إلى الأمام؛ تم إخراج سائق الدراجة النارية وحُبس تحت سيارة تسلا. بعد بضعة أيام، تم القبض على سائق تسلا بتهمة القتل غير العمد بسبب القيادة المشتتة بناءً على اعترافه بأنه "كان يقود سيارة تسلا على وضع القيادة الآلية أثناء النظر إلى هاتفه"، وتم إطلاق سراحه بعد دفع الكفالة. كان سائق الدراجة النارية يرتدي كاميرا جو برو، والتي جمعتها الشرطة كدليل.
أثناء التحقيق، حددت دورية ولاية واشنطن [الإنجليزية] أن سيارة تسلا كانت تعمل في وضع التوقف الكامل، استنادًا إلى بيانات القياس عن بعد من السيارة. وهذا هو الحادث المميت الثاني الذي يتعلق بنظام القيادة الذاتية الكاملة. تقوم الإدارة الوطنية للسلامة المرورية على الطرق السريعة بجمع المعلومات حول هذا الحادث من سلطات إنفاذ القانون المحلية.

## الحوادث غير المميتة

### كولفر سيتي، كاليفورنيا، الولايات المتحدة (22 يناير 2018)
في 22 يناير 2018، اصطدمت سيارة تسلا موديل إس موديل 2014 بشاحنة إطفاء متوقفة على جانب الطريق السريع آي-405 في كولفر سيتي، كاليفورنيا، أثناء سيرها بسرعة تتجاوز 50 ميل/س (80 كم/س) في الساعة. ونجا السائق دون إصابات. وقال السائق لقسم الإطفاء في مدينة كولفر إنه كان يستخدم نظام القيادة الآلية. كانت شاحنة الإطفاء ومركبة دورية الطرق السريعة في كاليفورنيا متوقفتين بشكل قطري عبر مسار الطوارئ الأيسر ومسار المركبات ذات الركاب المرتفعين على الطريق السريع آي-405 المتجه جنوبًا، مما أدى إلى حجب موقع حادث سابق، مع وميض أضواء الطوارئ.
وفقًا لمقابلة ما بعد الحادث، ذكر السائق أنه كان يشرب القهوة ويأكل الخبز ويحافظ على الاتصال بعجلة القيادة بينما يضع يده على ركبته.:3 خلال مسافة 30-ميل (48 كـم)في رحلة، والتي استغرقت 66 دقيقة، تم تشغيل نظام القيادة الآلية لمدة تزيد قليلاً عن 29 دقيقة؛ ومن بين الـ 29 دقيقة، تم اكتشاف وجود اليدين على عجلة القيادة لمدة 78 ثانية فقط في المجموع. تم الكشف عن قيام الأيدي بتطبيق عزم الدوران على عجلة القيادة لمدة 51 ثانية فقط على مدار ما يقرب من 14 دقيقة قبل وقوع الحادث مباشرة.:9 كانت سيارة تسلا تتبع سيارة أمامية في مسار المركبات ذات الركاب الكثيفين عند حوالي 21 ميل/س (34 كم/س)؛ عندما تحركت السيارة الأمامية إلى اليمين لتجنب شاحنة الإطفاء، قبل حوالي ثلاث أو أربع ثوانٍ من الاصطدام، بدأ نظام تثبيت السرعة المتتبع لحركة المرور في سيارة تسلا في تسريع سيارة تسلا إلى سرعتها المحددة مسبقًا وهي 80 ميل/س (130 كم/س). عندما حدث الاصطدام، كانت سيارة تسلا قد تسارعت إلى 31 ميل/س (50 كم/س).:10 وأصدر نظام القيادة الآلية تحذيرا من الاصطدام الأمامي قبل نصف ثانية من الاصطدام، لكنه لم ينشط نظام الكبح التلقائي في حالات الطوارئ (AEB)، ولم يتدخل السائق يدويا عن طريق الكبح أو التوجيه. نظرًا لأن نظام الطيار الآلي يتطلب اتفاقًا بين الرادار والكاميرات المرئية لبدء تشغيل نظام الكبح الطارئ التلقائي، فقد واجه النظام تحديات بسبب السيناريو المحدد (حيث يلتف المركبة الأمامية حول جسم ثابت) والوقت المحدود المتاح بعد تحذير الاصطدام الأمامي.:11
بدأت العديد من منافذ الأخبار في الإبلاغ عن أن نظام القيادة الآلية قد لا يكتشف المركبات الثابتة بسرعات الطرق السريعة ولا يمكنه اكتشاف بعض الأشياء. يعتقد راج راجكومار، الذي يدرس أنظمة القيادة الذاتية في جامعة كارنيجي ميلون، أن الرادارات المستخدمة في نظام القيادة الذاتية مصممة لاكتشاف الأجسام المتحركة، لكنها "ليست جيدة جدًا في اكتشاف الأجسام الثابتة". وقد أرسل كل من المجلس الوطني لسلامة النقل والإدارة الوطنية لسلامة المرور على الطرق السريعة فرقًا للتحقيق في الحادث. انتقد هود ليبسون [الإنجليزية]، مدير مختبر الآلات الإبداعية بجامعة كولومبيا، مفهوم انتشار المسؤولية : "إذا منحت المسؤولية نفسها لشخصين، فسيشعر كل منهما بالأمان لإسقاطها. لا يجب أن يكون أحدٌ كاملًا، وهذا أمرٌ خطير."
في أغسطس 2019، أصدر المجلس الوطني لسلامة النقل (NTSB) تقريره المفصل عن الحادث. وخلص التقرير إتش إيه بي-19-07 إلى أن سائق سيارة تسلا كان مسؤولاً عن الحادث بسبب "عدم الانتباه والاعتماد المفرط على نظام مساعدة السائق المتقدم في السيارة"، ولكنه أضاف أن تصميم نظام القيادة الآلية في تسلا "سمح للسائق بالتخلي عن مهمة القيادة".:13–14 بعد حادث ويليستون السابق، أصدر المجلس الوطني لسلامة النقل توصية سلامة "بتطوير تطبيقات لاستشعار مستوى تفاعل السائق بشكل أكثر فعالية وتنبيهه عند ضعف التفاعل أثناء تشغيل أنظمة التحكم الآلي في السيارة". من بين الشركات المصنعة التي وُجهت إليها هذه التوصية، لم تُصدر تسلا سوى ردّ.:12–13

### ساوث جوردان، يوتا، الولايات المتحدة (11 مايو 2018)
في مساء يوم 11 مايو 2018، اصطدمت سيارة تسلا موديل إس موديل 2016 مع نظام القيادة الذاتية في الجزء الخلفي من شاحنة إطفاء كانت متوقفة في المسار المتجه جنوبًا عند إشارة مرور حمراء في ساوث جوردان، يوتا، عند تقاطع الطريقين السريعين إس آر-154 إس آر-151. كانت سيارة تسلا تتحرك بسرعة تقدر بـ 60 ميل/سا (97 كـم/سا) ولم يبدُ أنها فرملت أو حاولت تجنب الاصطدام، وفقًا لشهود عيان. اعترفت سائقة سيارة تسلا، التي نجت من الاصطدام بكسر في قدمها، بأنها كانت تنظر إلى هاتفها قبل الاصطدام. أرسلت الإدارة الوطنية للسلامة المرورية على الطرق السريعة محققين إلى ساوث جوردان. وفقًا لبيانات القياس عن بعد التي تم استردادها بعد الاصطدام، لم يلمس السائق عجلة القيادة مرارًا وتكرارًا، بما في ذلك خلال الـ 80 ثانية التي سبقت الاصطدام مباشرة، ولم يلمس دواسة الفرامل إلا "أجزاء من الثانية" قبل الاصطدام. استشهدت الشرطة بالسائق بسبب "عدم الانتباه بشكل صحيح". تباطأت سيارة تسلا إلى 55 ميل/سا (89 كم/سا) لتتناسب مع السيارة التي أمامها، وبعد أن غيرت السيارة مساراتها، تسارعت إلى 60 ميل/سا (97 كـم/سا) في 3.5 ثانية قبل الحادث.
انتقد الرئيس التنفيذي لشركة تسلا إيلون ماسك التغطية الإخبارية لحادث ساوث جوردان، حيث غرد قائلاً: "حادث تسلا الذي ينتج عنه كسر في الكاحل هو خبر على الصفحة الأولى وأن حوالي 40 ألف شخص لقوا حتفهم في حوادث السيارات في الولايات المتحدة وحدها في العام الماضي لا يحصلون على أي تغطية تقريبًا"، مشيرًا أيضًا إلى أن "الاصطدام بهذه السرعة عادة ما يؤدي إلى إصابة خطيرة أو الوفاة"، لكنه اعترف لاحقًا بأن نظام القيادة الآلية "يحتاج بالتأكيد إلى أن يكون أفضل ونحن نعمل على تحسينه كل يوم". في سبتمبر 2018، رفع سائق سيارة تسلا دعوى قضائية ضد الشركة المصنعة، زاعمًا أن ميزات الأمان المصممة "لضمان توقف السيارة من تلقاء نفسها في حالة وجود عائق في المسار... فشلت في العمل كما هو معلن". وقال السائق إن سيارة تسلا فشلت في توفير تحذير صوتي أو مرئي قبل وقوع الحادث.

### موسكو، روسيا (10 أغسطس 2019)
في ليلة 10 أغسطس 2019، اصطدمت سيارة تسلا موديل 3 تسير في المسار الأيسر على طريق موسكو الدائري في موسكو، روسيا، بشاحنة سحب متوقفة مع وجود زاوية بارزة في المسار ثم اشتعلت فيها النيران. وبحسب السائق فإن المركبة كانت تسير بالسرعة المحددة وهي 100 كم/س (62 ميل/س)وقال إن السائق كان يقود مع تفعيل نظام القيادة الآلية؛ كما ادعى أن يديه كانتا على عجلة القيادة، لكنه لم يكن منتبهًا في وقت وقوع الحادث. تمكن جميع الركاب من الخروج من السيارة قبل اشتعال النيران فيها، وتم نقلهم إلى المستشفى. وشملت الإصابات كسرًا في ساق السائق وكدمات لأطفاله.
كانت قوة الاصطدام كافية لدفع شاحنة السحب إلى الأمام باتجاه الجدار الفاصل المركزي، كما وثّقته كاميرا مراقبة. كما التقط المارة عدة مقاطع فيديو للحريق والانفجارات التي أعقبت الحادث، تُظهر أيضًا أن شاحنة السحب التي اصطدمت بها سيارة تسلا قد نُقلت، مما يُشير إلى أن انفجارات سيارة موديل 3 حدثت لاحقًا.

### تشيايي، تايوان (1 يونيو 2020)
التقطت كاميرات المرور اللحظة التي اصطدمت فيها سيارة تسلا موديل 3 بشاحنة بضائع مقلوبة في تايوان في الأول من يونيو 2020. وقع الحادث في الساعة 6:40 الساعة 2:00 صباحًا بالتوقيت الوطني القياسي [الإنجليزية] على الطريق السريع الوطني 1 [الإنجليزية] المتجه جنوبًا في تشيايي، تايوان، عند الساعة 268.4 جنوبًا تقريبًا علامة كم. كانت الشاحنة قد تعرضت لحادث مروري في الساعة 6:35 وانقلبت الشاحنة وسقفها يواجه حركة المرور القادمة؛ وخرج سائق الشاحنة لتحذير السيارات الأخرى.
لم يصب سائق سيارة تسلا بأذى وأخبر المستجيبين للطوارئ أن السيارة كانت في وضع القيادة الآلية، تسير 110 كم/س (68 ميل/س) في الساعة.. أخبر السائق السلطات أنه رأى الشاحنة واعتقد أن سيارة تسلا ستكبح تلقائيًا عند مواجهة أي عقبة؛ وعندما أدرك أنها لن تفعل ذلك، قام بتطبيق الفرامل يدويًا، على الرغم من أنه كان قد فات الأوان لتجنب الاصطدام، وهو ما يُشار إليه على ما يبدو في الفيديو من خلال نفخة من الدخان الأبيض المنبعث من الإطارات.

### أرلينغتون هايتس، واشنطن، الولايات المتحدة (15 مايو 2021)
اصطدمت سيارة تسلا موديل إس بسيارة دورية شرطة متوقفة في مقاطعة سنوهوميش، واشنطن، في الساعة 6:40 في الساعة 11 مساءً بتوقيت المحيط الهادئ في 15 مايو 2021، بعد وقت قصير من ركن النائب للسيارة أثناء الاستجابة لحادث سابق أدى إلى كسر عمود مرافق بالقرب من تقاطع إس آر 530 [الإنجليزية] وشارع 103 الشمالي الشرقي في أرلينجتون هايتس، واشنطن. تم ركن سيارة الدورية لإغلاق الطريق جزئيًا وحماية مكان الاصطدام، وتم تفعيل أضواء الطوارئ العلوية لسيارة الدورية. ولم يصب النائب ولا سائق سيارة تسلا بأذى. افترض سائق سيارة تسلا أن سيارته ستتباطأ وتتحرك من تلقاء نفسها لأنها كانت في "وضع القيادة الآلية".

### بريا، كاليفورنيا، الولايات المتحدة (3 نوفمبر 2021)
أبلغ سائق سيارة تسلا موديل واي عن حادث إلى إدارة السلامة الوطنية على الطرق العامة وقع في 3 نوفمبر 2021 أثناء القيادة في وضع نظام القيادة الذاتية الكاملة بيتا. ووصفت الحادثة بأنها "حادث خطير" بعد أن "سيطرت السيارة بنفسها وأجبرت نفسها على الدخول في المسار الخاطئ" أثناء الانعطاف إلى اليسار. من المرجح أن تكون هذه هي الشكوى الأولى المقدمة إلى إدارة السلامة الوطنية على الطرق العامة والتي تزعم أن نظام القيادة الذاتية الكاملة تسبب في وقوع حادث؛ طلبت إدارة السلامة الوطنية على الطرق العامة مزيدًا من المعلومات من تسلا، ولكن لم يتم الكشف عن تفاصيل أخرى عن الحادث، مثل هوية السائق وموقع الحادث.

### أرماديل، فيكتوريا، أستراليا (22 مارس 2022)
في 22 مارس 2022 في حوالي الساعة 6:30 في حوالي الساعة 11:00 صباحا، صدم سائق سيارة تسلا موديل 3 امرأة كانت تستقل الترام المتجه إلى المدينة على طريق واتلتري في أرماديل، وهي ضاحية داخلية في ملبورن في ولاية فيكتوريا الأسترالية. بعد الضرب، تم جر الضحية لمدة 15–20 م (49–66 قدم) تقريبًا. تم نقلها إلى المستشفى بسبب إصابات تهدد حياتها. هربت سائقة سيارة تسلا من مكان الحادث في البداية، ثم سلمت نفسها للشرطة بعد ساعتين. وفقًا للتقرير الرسمي، صرحت السائقة بأن سيارتها تسلا 3 كانت على وضع القيادة الآلية عندما صدمت المشاة.
في أبريل/نيسان 2023، أقر السائق ببراءته من أربع تهم، بما في ذلك القيادة المتهورة التي تسببت في إصابات خطيرة، وأمر بمحاكمته بعد أن استمع القاضي إلى شهادة خمسة شهود. وشهد سائق الترام بأنه رأى امرأة تنهض من مقعدها في محطة الترام وتبدأ في السير نحو الترام قبل أن تصطدم به: "سمعت صوتًا قويًا، ثم صوت صفير، ثم مرت سيارة". وشهد كبير مسؤولي السلامة في شركة يارا ترام [الإنجليزية] بأنه "بمجرد توقف الترام... تظهر أضواء وامضة كبيرة (في الجزء الخلفي من المركبة)، نطلق عليها أضواء المدرسة"، مضيفًا أن الترام لم يكن من الممكن أن يفتح أبوابه قبل وقوع الحادث.
وفي نهاية المطاف، قدمت السائقة إقرارًا بالذنب، واعترفت بأنها كانت تسيطر بشكل كامل على السيارة طوال الوقت، وأن نظام القيادة الآلية لم يكن يعمل. 

### مومي، أوهايو، الولايات المتحدة (18 نوفمبر 2022)
في 18 نوفمبر 2022 الساعة 8:21 في حوالي الساعة 11:00 صباحًا، اصطدمت سيارة تسلا موديل 3 بالجزء الخلفي من سيارة دورية الطرق السريعة بولاية أوهايو [الإنجليزية] المتوقفة في المسار الأيسر من الطريق السريع 24 ‏ المتجه شرقًا بالقرب من علامة الميل 64، حيث تمر فوق طريق واترفيل – مونكلوفا بالقرب من مومي، أوهايو، إحدى ضواحي توليدو. تم إيقاف السيارة مع أضواء الطوارئ الوامضة لحماية السيارة المتورطة في حادث سيارة واحد سابق في مكان الحادث. كان ضابط أو إس إتش بي والسائق من الحادث السابق يجلسان في سيارة الشرطة؛ وكلاهما أصيبا بجروح طفيفة من جراء الاصطدام.
وفي ديسمبر/كانون الأول، أكدت الإدارة الوطنية للسلامة المرورية على الطرق السريعة أنها تحقق في الحادث، الذي ربما يكون مرتبطا بنظام القيادة الآلية. تشير بيانات القياس عن بعد إلى أن نظام الطيار الآلي كان نشطًا.:Report ID 13781–4293

### جسر خليج سان فرانسيسكو–أوكلاند، كاليفورنيا، الولايات المتحدة (24 نوفمبر 2022)
أخبر سائق سيارة تسلا موديل إس موديل 2021 دورية الطرق السريعة في كاليفورنيا أنه أثناء القيادة شرقًا في وضع "القيادة الذاتية الكاملة" في جزء نفق يربا بوينا [الإنجليزية] من جسر خليج سان فرانسيسكو-أوكلاند بالقرب من جزيرة تريجر [الإنجليزية]، في حوالي ظهر يوم 24 نوفمبر 2022، قطعت السيارة عدة حارات مرورية إلى أقصى الحارة اليسرى وتباطأت فجأة من 55 إلى 20 ميل/س (89 إلى 32 كم/س)، مما تسبب في وقوع تصادم متسلسل يضم ثماني مركبات. تم علاج تسعة أشخاص من الإصابات، وتم إغلاق حارتين مروريتين لمدة 90 دقيقة. وقد أكدت لقطات المراقبة التي حصل عليها موقع ذا إنترسبت تحركات السيارة المفاجئة.
وأكدت الإدارة الوطنية للسلامة المرورية على الطرق السريعة أنها سترسل فريقا للتحقيق في الحادث. تشير بيانات القياس عن بعد إلى أنه كان يتم استخدام نظام القيادة الآلي في وقت وقوع الحادث.:Report ID 13781–4338

### مقاطعة هاليفاكس، كارولاينا الشمالية، الولايات المتحدة (15 مارس 2023)
في يوم الأربعاء الموافق 15 مارس 2023، في مقاطعة هاليفاكس بولاية نورث كارولينا، صدم سائق سيارة تسلا موديل واي 2022 طالبًا يبلغ من العمر 17 عامًا في المدرسة الثانوية في مدرسة هاليوا-سابوني القبلية. كان الطالب قد خرج للتو من حافلة مدرسية وكان يعبر الطريق إلى منزله عندما صدمته سيارة تسلا. تم إيقاف الحافلة بأضواء وامضة وتم نشر ذراع التوقف الخاصة بها [الإنجليزية]؛ عزت دورية الطرق السريعة بولاية كارولينا الشمالية [الإنجليزية] في البداية سبب الإصابة إلى " القيادة المشتتة ‏ ". وقدم والد الطالب الإسعافات الأولية بعد أن شهد الحادث، الذي أدى إلى إصابة المراهق بكسر في الرقبة ونزيف داخلي. تم نقله جواً إلى ويك ميد [الإنجليزية] ووضعه على جهاز التنفس الصناعي.
لم يتضح بعد ما إذا كانت السيارة تعمل بنظام القيادة الآلية أثناء الحادث، ولكن دورية الطرق السريعة التابعة للولاية تحقق في الأمر. وقد أرسلت الإدارة الوطنية للسلامة المرورية على الطرق السريعة (NHTSA) فريقًا للتحقيق. تشير بيانات القياس عن بعد إلى أنه كان يتم استخدام نظام القيادة الآلي في وقت وقوع الحادث.:Report ID 13781–5100

### لاس فيغاس، نيفادا، الولايات المتحدة (10 أبريل 2024)
في 10 أبريل 2024، اصطدم سائق سيارة تسلا، كان ينقل راكبًا من أوبر، بسيارة رياضية متعددة الاستخدامات عند تقاطع طرق قرب لاس فيغاس. كان سائق سيارة تسلا يستخدم نظام القيادة الذاتية الكاملة، لكن السيارة لم تُبطئ سرعتها بعد خروجها من نقطة عمياء. وغرّمت الشرطة سائق السيارة لعدم إفساحه الطريق.

### فوليرتون، كاليفورنيا، الولايات المتحدة (13 يونيو 2024)
في 13 يونيو 2024، اصطدم سائق سيارة تسلا بسيارة شرطة متوقفة عند تقاطع شارعي ويست أورانجثورب وكورتني في فوليرتون، كاليفورنيا؛ كانت سيارة الشرطة متوقفة لحماية مكان تصادم مميت سابق، مما أدى إلى إغلاق حركة المرور، مع نشر الشماريخ وتشغيل أضواء الطوارئ. واعترف سائق سيارة تسلا بأنه قام بتشغيل نظام "القيادة الذاتية" وكان يستخدم هاتفه المحمول.